# Gilbert Sheldon
Pour les articles homonymes, voir Sheldon.
Gilbert Sheldon (Staffordshire, 1598 - Lambeth Palace, Londres, 1677) est un ecclésiastique britannique, et le soixante-dix-huitième archevêque de Cantorbéry. Le Sheldonian Theatre a été bâti et doté à ses frais.